# Dick Verdult
Dick Verdult (Eindhoven, 25 maart 1954) is een Nederlands filmmaker, beeldend kunstenaar en musicus.
Dick Verdult is een onafhankelijk filmmaker, beeldend kunstenaar, radiomaker en musicus. Hij heeft zich aan het begin van zijn carrière met name beziggehouden met film en installaties. In deze periode is hij voornamelijk onafhankelijk werkzaam maar doet ook opdrachten voor onder andere de VPRO, de Boeddhistische Omroep Stichting en Joop van den Ende. Hij maakt ook diverse radioprogramma's voor onder andere het VPRO-programma De Wandelende Tak.
Vanaf de millenniumwisseling is Dick Verdult in toenemende mate bezig met muziek en meer specifiek met de volkse cumbiamuziek. Hij is de bedenker van de experimentele cumbias, die hij aanvankelijk de cumbias lunáticas noemde. Onder het pseudoniem Dick El Demasiado bracht hij al diverse albums in deze muziekcategorie uit. In 2017 maakte regisseur Luuk Bouwman een documentaire over hem Dick Verdult - Het Is Waar Maar Niet Hier.

## Biografie

### 1954-1973
Dick Verdult wordt geboren in 1954 in Eindhoven. Als hij anderhalf jaar is, verhuist hij naar Guatemala. Dit is nog maar de eerste van een aantal omzwervingen die de Verdults zullen maken in dienst van Philips. Vaders werk verplaatst een aantal jaar later naar Argentinië en de Verdults wonen daar zes jaar. In 1966 volgt Parijs voor drie jaar. Op zijn achttiende woont hij nog een jaar in Zuid-Afrika.

### 1973-1976
In 1973 begint Dick Verdult een studie Film & Beeldende Kunst aan de Université Paris VIII Vincennes in Frankrijk. Deze universiteit is dan het broeinest van de intelligentsia betrokken bij de mei 1968 revoltes en Dick is daar tijdens zijn opleiding, naar eigen zeggen, door beïnvloed. Dick studeert af in 1976.

### 1974-1990
In 1974 is Dick Verdult betrokken bij zijn eerste grote groepstentoonstelling in het Musée d'Art Moderne de la Ville de Paris. De daarop volgende jaren is hij voornamelijk vanuit Nederland in de weer met videokunstprojecten en tentoonstellingen. In de jaren tachtig werkt Dick Verdult vaak samen met de VPRO aan verschillende televisieprojecten zoals NEON en Tape-TV. Daarnaast maakt hij diverse (deels) onafhankelijke films als Nachttelang Vogelgezang (U-matic), Remo en Jilua (super 8), Rijnode (VPRO), Angels & Angels (VPRO), Eeuwige Jachtvelden en In de Nachten.
Er wordt ook heel wat afgereisd door Dick in deze tijd. Vaak in samenhang met zijn werk. Zo waren er bijvoorbeeld reizen naar Buenos Aires vanwege videotentoonstellingen, naar Sint-Petersburg vanwege een filmfestival, en voor werkbezoeken in Mexico, San Francisco en Austin. 

### 1990-2000
Tijdens de reis met het 2B collectief uit Eindhoven naar een performance event in Ljubljana (Slovenië) richt Dick Verdult het IBW (Instituut voor Betaalbare Waanzin) op. Het IBW zal vanaf dan het startpunt zijn voor de meeste activiteiten van Dick Verdult al zal dit instituut niet altijd bij naam genoemd worden. Bij dit instituut is vaagheid een pré en crossmediale uitstapjes worden niet aan banden gelegd. Initiatieven bestaan vaak uit losse samenwerkingsverbanden en krijgen steeds een andere naam. 
Er volgen honderden performances, tientallen uren radio en film, diverse installaties, in toenemende mate digitale werkstukken en andere activiteiten in binnen- en buitenland. Voorbeelden van projectnamen zijn:  G-force Video, Hiroshima Lightshow, S5 Cockpit en Hybrid Workspace. Opdrachten worden onder andere gedaan voor wederom de VPRO maar ook voor Joop van den Ende. Niet zelden worden video maar ook andere projecten tot ver over de grenzen gepresenteerd, van New York tot Barcelona. Ondertussen zijn er ook (gast)lezingen van Dick Verdult voor diverse instituten zoals Academie voor Beeldende Kunsten Sint-Joost in Breda, de Gerrit Rietveld Academie in Amsterdam, Ateliers Arnhem en de Technische Universiteit Eindhoven.

### 2000-2002
Na de millenniumwisseling begint Dick Verdult zich in toenemende mate te interesseren voor de Latijns-Amerikaanse volkscultuur en volksmuziek, specifieker: de cumbia. Volkscultuur komt in zijn werk centraal te staan: het werken met en het vervormen van die volkscultuur. Tijdens zijn verblijf met zijn gezin in Calanda (gemeente) (Spanje, geboortedorp van filmmaker Luis Buñuel) in 2000-2001 gaat hij de cumbias verkennen. Eerst door met de muziek te spelen met zijn MPC-sampler. Later begint Dick ook zelf de muziek te produceren en de Spaanstalige teksten erbij te schrijven. 
Uiteindelijk resulteert dit experimenteren, met een grote E, in een synthese. Onder de artiestennaam: Dick El Demasiado (‘Dick Te Veel', of 'Dick De Overbodige’) ontstaat het eerste album: No Nos Dejamos Afeitar (‘wij laten ons niet scheren’). Uitgebracht door het onafhankelijke label Tomenota Records. De albumtitel geeft de albumhoes een politieke lading. Je ziet namelijk Verdult met een baard in de vorm van Zuid-Amerika.

### 2003
In maart/april 2003 presenteert hij dit eerste album in Argentinië. Hij doet echter meer dan dat. Hij lanceert dit album onder het kopje ‘cumbias lunáticas’. Vrij vertaald ‘waanzinnige cumbias’ of ook wel: ‘maanzieke cumbias’. De lancering van deze nieuwe muziekstroming, die later ook bekend komt te staan als ‘cumbias experimentales’, gaat gepaard met een vanuit het IBW aangestuurde mythevorming rondom wat de cumbias lunáticas eigenlijk zijn. Er wordt veel aandacht besteed aan het vervalsen van de voorgeschiedenis van dit nieuwe genre. 
Zo wordt er onder andere een scala aan fictieve karakters bedacht die betrokken zouden zijn bij deze beweging. Bijvoorbeeld: Higiénica Gonzales, Mono Tenedor (Aapvork) en Virgen Vapor (Dampmaagd). Aandachtig maar ook vaak met een knipoog wordt de Latinocultuur en zijn problematiek onder de loep genomen en binnenstebuiten gekeerd. Er wordt uiteindelijk een Festival van de Cumbias Experimentales (‘festicumex’) georganiseerd op een exotische locatie in Buenos Aires. Dit festicumex wordt bestempeld als de tweede editie en in ere van de (verzonnen) grondlegger van de cumbias experimentales-beweging: ‘Padre Teresa’. Dit karakter zou tevens een sleutelrol hebben gespeeld in de zogenaamde eerste festicumex in La Ceiba, Honduras in 1996. 
Tot Verdults blijdschap blijken diverse musici en intellectuelen bereid te zijn dit initiatief te steunen. Hij wordt vervolgens voor diverse optredens gevraagd en verandert van eenmansproject in een band. Niet langer alleen geruggensteund door het IBW maar ook door een handvol muzikanten onder de naam ‘los Exagerados’ (‘de Overdrevenen’). De band ‘Dick El Demasiado y sus Exagerados’ wordt geboren.

### 2004
De beweging die Verdult in gang zet slaat in Argentinië behoorlijk aan. In maart is er de presentatie van het tweede album ‘Pero Peinamos Gratis’ (‘maar we kammen gratis’). Er zijn optredens op allerlei bijzondere locaties in Zuid-Amerika maar ook voor de radio en de televisie. Ook volgt er een kleine tournee door Nederland. Optredens worden gegeven in onder andere het Paard van Troje in Den Haag en Paradiso in Amsterdam. Daarnaast geniet deze nieuwe beweging behoorlijk wat aandacht van, met name de Argentijnse kranten en andere media. Ondertussen blijft hij geregeld samenwerken met de VPRO voor het radioprogramma De Wandelende Tak en later ook met de Boeddhistische Omroep Stichting. In deze programma's staan meestal zijn activiteiten in Zuid-Amerika centraal. 

### 2005
Een verdere uitbouw volgt van het cumbias experimentales-fenomeen. Interviews, films, posters, televisieoptredens, pers, grafiek, songteksten, alles wordt een mediageheel in het project Dick El Demasiado. Het derde album komt uit: Al Perdido Ganado (een woordspeling die zowel ‘aan het verloren vee’ als 'aan het verloren gewonnene' kan betekenen). Meer optredens volgen in Buenos Aires maar ook in Duitsland. Dick El Demasiado verschijnt ondertussen al op compilatie-cd’s van bijvoorbeeld het avant-garde Gonzo Magazine. Daarnaast filmt Verdult voor de Boeddhistische Omroep en de nieuwe omroep (LLiNK). 

### 2006
Er wordt een driedaags festicumex georganiseerd in de Dommel rondom het Van Abbemuseum in Eindhoven. Daarnaast zijn er optredens op het Strijpfestival in Eindhoven, het avant-garde Festival IDEAL in Nantes en het Sonarfestival in Spanje. Het vierde album: Sin Pues Nada wordt verwacht.